# Un mauvais garçon
Pour les articles homonymes, voir Un mauvais garçon (homonymie).
Pour plus de détails, voir Fiche technique et Distribution.
Un mauvais garçon est un film français réalisé par Jean Boyer et Raoul Ploquin, sorti en 1936.
La célèbre chanson C'est un mauvais garçon chantée par Henry Garat, est tirée de ce film.

## Synopsis
Une jeune avocate se refuse au mariage. Devant sa décision, sa famille l'autorise à un essai de vie de célibataire de quelques mois. Sans lui dire, son père lui amène comme client un aimable escroc à la cause duquel elle se consacre désespérément et auquel elle finit par s'attacher...

## Fiche technique
- Réalisation : Jean Boyer et Raoul Ploquin
- Assistants-réalisateurs : Louis Chavance, Roger Blanc
- Scénario et dialogues : Jean Boyer
- Musique : Georges van Parys
- Directeur musical : Lothar Brühne
- Chanson : paroles Jean Boyer
- Direction du film (direction des décors, son, costumes...) : Jean Boyer
- Photographie : Ewald Daub
- Décors : Artur Günther, Max Knaake
- Montage : Klaus Stapenhorst
- Son : Hermann Fritzsching
- Directeur musical : Lothar Brühne
- Production et producteur : Raoul Ploquin
- Distribution : L'Alliance Cinématographique Européenne (A.C.E.)
- Format : Noir et blanc - 35 mm - 1,37:1 - Son : mono
- Genre : Comédie musicale dramatique
- Durée cinéma : 90 minutes
- Dates de sortie : 
  - France : 18 décembre 1936 (Paris)
  - États-Unis : 7 septembre 1938
- Affiche : Claire Finel (France)

## Distribution
- Danielle Darrieux : Jacqueline Serval, une jeune fille de bonne famille devenue avocate
- Henry Garat : Pierre Meynard, un mauvais garçon qu'elle défend et dont elle tombe amoureuse
- André Alerme : M. Serval, le père de Jacqueline
- Marguerite Templey : Mme Serval, la mère de Jacqueline
- Madeleine Suffel : Marie, la bonne
- Léon Arvel: le juge d'instruction
- Bill-Bocketts: le client violent au musette
- Lucien Callamand: le voisin de palier
- Robert Casa : le bâtonnier
- Jean Dax: Feutrier père, le père de celui que devrait épouser Jacqueline si elle ne devient pas célèbre
- Édouard Hamel: le secrétaire du bâtonnier
- Jean Hébey : Fil-de-fer
- Roger Legris: le vicomte
- Fred Pasquali: P'tit Louis
- Georges Van Parys: le cadet Feutrier (non crédité)
- Émile Prud'homme : l'accordéoniste
- Blanchette Brunoy